# Marcha (Lena)
Die Marcha (jakutisch und russisch Марха) ist ein 346 km langer linker Nebenfluss der Lena in Sibirien (Russland, Asien). Sie ist nicht zu verwechseln mit der gleichnamigen, bedeutend längeren, nördlicher fließenden und in den Lena-Nebenfluss Wiljui mündenden  Marcha.

## Verlauf
Die Marcha entfließt in 328 m Höhe auf dem Lenaplateau nordwestlich des Dorfes Tuobuja dem See Tuossurdjan. Im Oberlauf durchfließt sie fünf weitere kleine Seen (Oimogos, Tuobuja, Emperjatschtschi, Menjaji, Ljuksjugjun). In seinem weiteren Verlauf in vorwiegend südlicher Richtung schneidet sich der Fluss immer tiefer in das umliegende Plateau ein – ab dem Mittellauf über 200 Meter mit verbreitet steilen und felsigen Ufern. Dabei mäandrierend er abschnittsweise stark, zunächst in engen, später in weiten Bögen und mündet schließlich beim Dorf Marcha in 112 m Höhe in die Lena. Die Marcha ist in Mündungsnähe etwa 30 Meter breit, einen Meter tief, und die Fließgeschwindigkeit beträgt 1,0 m/s. In ihrem gesamten Verlauf fließt die Marcha auf dem Territorium der autonomen Republik Sacha (Jakutien).

## Hydrographie
Das Einzugsgebiet der Marcha umfasst 8910 km². Bedeutendster Zufluss ist von rechts der Namyldschylach.
Die Marcha gefriert zwischen Oktober und Mai; darauf folgt bis Juni andauerndes Frühjahrshochwasser während der Schneeschmelze. Die mittlere monatliche Wasserführung in Mündungsnähe beträgt 20,8 m³/s (Maximum im Mai mit 135 m³/s).

## Infrastruktur
Die Marcha ist nicht schiffbar.
Neben den Dörfern Tuobuja in Quell- und Marcha in Mündungsnähe gibt es entlang des Flusses nur vereinzelte kleine Ortschaften und praktisch keine Infrastruktur. Es gibt keine Brücken über den Fluss.